# Baard Owe
Baard Owe, född Baard Arne Owe 3 juli 1936 i Mosjøen, Norge, död 11 november 2017, var en norsk-dansk skådespelare och sångare. Han var gift med skådespelaren Marie-Louise Coninck.
Ibland omnämnd och crediterad som Bård Owe.

## Filmografi (urval)
- 2011 – Huvudjägarna
- 2009 – Wallander – Cellisten
- 2007 – O' Horten
- 2005 – Wallander – Mörkret
- 2004 – Danslärarens återkomst
- 2003 – Torremolinos 73
- 2000 – Dykarna
- 2000 – Hotellet
- 1997 – Svensk roulette
- 1997 – Riket II
- 1994 – Riket
- 1993 – Svart höst
- 1993 – Drömmen om Rita
- 1989 – Sea Dragon
- 1976 – Snuten som rensade upp
- 1964 – Gertrud
- 1963 – Episode

## Teater

### Roller
| År   | Roll             | Produktion               | Regi                 | Teater   |
| 2004 | Nikolas Arnesson | Kungsämnena Henrik Ibsen | Alexander Mørk-Eidem | Dramaten |